# 落漏河
落漏河，是中国长江流域的一条河流，汇入金沙江右岸，属于金沙江水系。河长56千米，流域面积1036平方千米，年均流量8立方米每秒。自然落差1380米。水能理论蕴藏量3万千瓦。